# 이시영 (1986년)
이시영(1986년 ~ )은 대한민국의 배우이다.

## 학력
- 상명대학교 경영학과

## 드라마
- 2018년 : SBS 드라마스페셜 《흉부외과 - 심장을 훔친 의사들》[1]
- 2019년 : 웹드라마 《짧은대본 시영편》
- 2019년 : JTBC 드라마 《보좌관 - 세상을 움직이는 사람들》
- 2019년 : SBS 금토드라마 《배가본드》
- 2021년 : 웹드라마 드라마《무브 투 헤븐: 나는 유품정리사입니다》
- 2022년 : KBS2 일일드라마 《태풍의 신부》- 양달희 역
- 2024년 : KBS1 일일연속극 《수지맞은 우리》- 윤가림 역

## 영화
- 2014년 : 울언니 - 배달부 2역
- 2016년 : 시정마
- 2018년 : ONE DAY
- 2019년 : 두번할까요
- 2019년 : 82년생 김지영
- 2020년 : 프리즈너
- 2021년 : 색다른 그녀

## 뮤지컬
- 2013년 : 개떡